# Roberto Jiménez Gago
Robert Jiménez Gago (Fuenlabrada, Madrid, 10 de febrero de 1986), conocido deportivamente como Robert, es un exfutbolista español que jugaba de portero.

## Trayectoria
Roberto se formó en las categorías inferiores del Atlético de Madrid. Con 19 años, una plaga de lesiones en la portería colchonera -hasta cuatro guardametas de baja- 
Luego, alternó el filial rojiblanco con algunas convocatorias en el primer equipo, hasta que la temporada 2007-08 fue cedido al Gimnàstic de Tarragona, en Segunda División. En el club grana fue el portero titular y sus actuaciones le abrieron las puertas de la selección española sub-21.
El verano de 2008 fue traspasado al Recreativo de Huelva, de Primera División, como parte del pago por el pase de Sinama-Pongolle al club del Manzanares. Después de una temporada en el club onubense, el Atlético de Madrid decide recomprar al jugador y firmar un contrato por tres temporadas. En el mercado de invierno de la temporada 2009 2010 es cedido al Real Zaragoza. Al finalizar la temporada regresa al Atlético de Madrid. El 25 de junio, se confirma su traspaso al Benfica portugués por 8,5 millones de euros, y firmando un contrato de 5 años con una cláusula de rescisión de 20 millones de euros.
El 1 de agosto de 2011 el Real Zaragoza ficha por sorpresa al meta fuenlabreño procedente del Benfica por una cantidad de 8'6 millones de euros, de los cuales el club maño sólo pagará el 1% del traspaso, es decir 86 000 euros, la cantidad restante correrá a cargo de un fondo de inversión; firmando un contrato de 5 años que le vinculan en calidad de cedido.
En su presentación, Roberto dijo que empezaba con muchas ganas y esperaba triunfar en el Real Zaragoza.
El 1 de julio de 2013, el Atlético de Madrid recompra a Jiménez por una cantidad de 6 000 000 de euros firmando un contrato de 4 años para suplir la baja de Thibaut Courtois una vez finalizará su cesión desde el Chelsea F. C., no obstante el club renovó el préstamo del cancerbero belga lo cual ocasionó su cesión por un año al Olympiacos de la Superliga griega con el cual se le asignó la dorsal 16. Luego de estar mostrando un nivel muy excelente en el club griego, disputando 29 juegos hasta comienzos de febrero, el 6 de febrero a falta de 4 meses para la finalización de su cesión en el Olympiacos, hace uso de la opción de compra por los mismos 6 millones de euros que le costó al "Atleti" su compra al Zaragoza quedando ligado así al equipo heleno por cuatro temporadas más. A finales de marzo del 2014 se consagra campeón de la Superliga de Grecia a falta de 5 jornadas para su conclusión. El 29 de septiembre frente al Arsenal por la Liga de Campeones de la UEFA juega su partido 87.º con el Olympiacos, siendo así el equipo con el que más partidos ha jugado como profesional (sobre los 86 que jugó en sus dos ciclos con el Zaragoza).
Tras tres temporadas en el conjunto griego, en julio de 2016 se unió al nuevo proyecto del Real Club Deportivo Espanyol.
Después de una temporada en el conjunto blanquiazul, marchó cedido al Málaga C. F., con una opción de compra al final de la temporada 2017-18.
Tras finalizar su vinculación con el Real Club Deportivo Espanyol de Barcelona se unió al West Ham United F. C. firmando un contrato de dos temporadas. Debutó el 27 de agosto en la victoria por 2-0 contra el Newport County en la EFL Cup. Debutó en la Premier League el 28 de septiembre en el empate por 2-2 ante el AFC Bournemouth, cuando entró en el minuto 34 en reemplazo del lesionado Łukasz Fabiański. La lesión de cadera del portero polaco lo dejó fuera de las canchas, y Roberto fue titular en los siguientes encuentros de la Premier, sin embargo el arquero español fue blanco de críticas por su rendimiento bajo palos, recibiendo 13 goles en 6 encuentros.
El 20 de enero de 2020 el Deportivo Alavés anunció su incorporación como cedido hasta final de temporada. Al término de la misma regresó al West Ham United, aunque no continuó en el club ya que, a finales de agosto, fue traspasado al Real Valladolid C. F.
El 12 de agosto de 2022 se confirmó su rescisión de contrato con el equipo pucelano. Menos de un mes después, el 5 de septiembre, anunció que se retiraba del fútbol profesional.

## Selección nacional
Fue internacional sub-21 con España, siendo el suplente de Sergio Asenjo en el Europeo sub-21 disputado en Suecia en el año 2009.

## Estadísticas
Actualizado al último partido disputado en su carrera deportiva.
| Club                                | Div.          | Temporada     | Liga  | Liga  | Copas nacionales | Copas nacionales | Copas internacionales | Copas internacionales | Total | Total |
| Club                                | Div.          | Temporada     | Part. | Goles | Part.            | Goles            | Part.                 | Goles                 | Part. | Goles |
| ----------------------------------- | ------------- | ------------- | ----- | ----- | ---------------- | ---------------- | --------------------- | --------------------- | ----- | ----- |
| Atlético de Madrid "B" · España     | 1.ª           | 2005-06       | 5     | 0     | 0                | 0                | 0                     | 0                     | 20    |       |
| Atlético de Madrid "B" · España     | Total club    | Total club    | 1     | 0     | 0                | 0                | 0                     | 0                     | 1     | 0     |
| Atlético de Madrid · España         | 2.ª B         | 2005-06       | 5     | 0     | —                | —                | —                     | —                     | 5     | 0     |
| Atlético de Madrid · España         | 2.ª B         | 2006-07       | 35    | 0     | —                | —                | —                     | —                     | 35    | 0     |
| Atlético de Madrid · España         | Total club    | Total club    | 40    | 0     | 0                | 0                | 0                     | 0                     | 40    | 0     |
| Gimnàstic de Tarragona · España     | 2.ª           | 2007-08       | 28    | 0     | 0                | 0                | —                     | —                     | 28    | 0     |
| Gimnàstic de Tarragona · España     | Total club    | Total club    | 28    | 0     | 0                | 0                | 0                     | 0                     | 28    | 0     |
| R. C. Recreativo de Huelva · España | 1.ª           | 2008-09       | 0     | 0     | 2                | 0                | —                     | —                     | 2     | 0     |
| R. C. Recreativo de Huelva · España | Total club    | Total club    | 0     | 0     | 2                | 0                | 0                     | 0                     | 2     | 0     |
| Atlético Madrid · España            | 1.ª           | 2009-10       | 3     | 0     | 0                | 0                | 1                     | 0                     | 4     | 0     |
| Atlético Madrid · España            | Total club    | Total club    | 3     | 0     | 0                | 0                | 1                     | 0                     | 4     | 0     |
| Real Zaragoza · España              | 1.ª           | 2009-10       | 15    | 0     | 0                | 0                | —                     | —                     | 15    | 0     |
| Real Zaragoza · España              | Total club    | Total club    | 15    | 0     | 0                | 0                | 0                     | 0                     | 15    | 0     |
| S. L. Benfica Portugal              | 1.ª           | 2010-11       | 25    | 0     | 2                | 0                | 14                    | 0                     | 41    | 0     |
| S. L. Benfica Portugal              | Total club    | Total club    | 25    | 0     | 2                | 0                | 14                    | 0                     | 41    | 0     |
| Real Zaragoza · España              | 1.ª           | 2011-12       | 38    | 0     | 2                | 0                | —                     | —                     | 40    | 0     |
| Real Zaragoza · España              | 1.ª           | 2012-13       | 33    | 0     | 0                | 0                | —                     | —                     | 33    | 0     |
| Real Zaragoza · España              | Total club    | Total club    | 86    | 0     | 2                | 0                | 0                     | 0                     | 88    | 0     |
| Olympiacos · Grecia                 | 1.ª           | 2013-14       | 32    | 0     | 0                | 0                | 8                     | 0                     | 40    | 0     |
| Olympiacos · Grecia                 | 1.ª           | 2014-15       | 29    | 0     | 3                | 0                | 8                     | 0                     | 40    | 0     |
| Olympiacos · Grecia                 | 1.ª           | 2015-16       | 28    | 0     | 0                | 0                | 8                     | 0                     | 36    | 0     |
| Olympiacos · Grecia                 | Total club    | Total club    | 89    | 0     | 3                | 0                | 24                    | 0                     | 116   | 0     |
| R. C. D. Espanyol · España          | 1.ª           | 2016-17       | 4     | 0     | 2                | 0                | —                     | —                     | 6     | 0     |
| R. C. D. Espanyol · España          | Total club    | Total club    | 4     | 0     | 2                | 0                | 0                     | 0                     | 6     | 0     |
| Málaga C. F. · España               | 1.ª           | 2017-18       | 34    | 0     | 0                | 0                | —                     | —                     | 34    | 0     |
| Málaga C. F. · España               | Total club    | Total club    | 34    | 0     | 0                | 0                | 0                     | 0                     | 34    | 0     |
| R. C. D. Espanyol · España          | 1.ª           | 2018-19       | 0     | 0     | 6                | 0                | —                     | —                     | 6     | 0     |
| R. C. D. Espanyol · España          | Total club    | Total club    | 4     | 0     | 8                | 0                | 0                     | 0                     | 12    | 0     |
| West Ham United F. C. Inglaterra    | 1.ª           | 2019-20       | 8     | 0     | 2                | 0                | —                     | —                     | 10    | 0     |
| West Ham United F. C. Inglaterra    | Total club    | Total club    | 8     | 5     | 2                | 0                | 0                     | 0                     | 10    | 0     |
| Deportivo Alavés · España           | 1.ª           | 2019-20       | 9     | 0     | —                | —                | —                     | —                     | 9     | 0     |
| Deportivo Alavés · España           | Total club    | Total club    | 9     | 0     | 0                | 0                | 0                     | 0                     | 9     | 0     |
| Real Valladolid C. F. · España      | 1.ª           | 2020-21       | 13    | 0     | 4                | 0                | —                     | —                     | 17    | 0     |
| Real Valladolid C. F. · España      | 2.ª           | 2021-22       | 19    | 0     | 2                | 0                | —                     | —                     | 21    | 0     |
| Real Valladolid C. F. · España      | Total club    | Total club    | 32    | 0     | 6                | 0                | 0                     | 0                     | 38    | 0     |
| Total carrera                       | Total carrera | Total carrera | 378   | 0     | 27               | 0                | 39                    | 0                     | 444   | 0     |
| 1. 2.                               |               |               |       |       |                  |                  |                       |                       |       |       |

## Palmarés

### Títulos nacionales
| Título                      | Club             | País     | Año  |
| --------------------------- | ---------------- | -------- | ---- |
| Copa de la Liga de Portugal | S. L. Benfica    | Portugal | 2011 |
| Superliga de Grecia         | Olympiacos F. C. | Grecia   | 2014 |
| Superliga de Grecia         | Olympiacos F. C. | Grecia   | 2015 |
| Copa de Grecia              | Olympiacos F. C. | Grecia   | 2015 |
| Superliga de Grecia         | Olympiacos F. C. | Grecia   | 2016 |